# Herbarium Bradeanum
El Herbarium Bradeanum,  fue fundado en 1958, es una organización no gubernamental que lleva a cabo investigaciones en el área ambiental para la conservación de la biodiversidad .
Desde 1967, es reconocido como una Autoridad de Servicios Públicos por la Ley Estatal. 1497, 31 de octubre de 1967. Sus objetivos principales son:
- El estudio de la flora.
- Mantener y ampliar un herbario representante de la vegetación nativa.
- El cuidado de la restauración y el mantenimiento de sus colecciones científicas con valor histórico y cultural.
- Desarrollar proyectos que colaboran con la preservación de la biodiversidad brasileña.

Su colección se compone de:
- 94.000 especímenes de herbario, o muestras de material vegetal seco;
- Alrededor de 12.200 títulos en su literatura la recolección;
- Una revista científica, Bradea, con más de 300 números distribuidos, en la que se publican artículos científicos de los investigadores brasileños y extranjeros;
- 38,961 registros con datos sobre las orquídeas, cada registro está representado por una declaración escrita a mano por el investigador Guido Pabst.